# موش حشره‌خوار سیرا مادره
موش حشره‌خوار سیرا مادره (نام علمی: Archboldomys musseri) نام یک گونه از سرده موش‌های حشره‌خوار کوه ایساروگ است.